# Туплова
Туплова (ест. Tuplova), також Туплева, Тупльова, Туплево, Дуплево, Тублі — село в Естонії, входить до складу волості Меремяе, повіту Вирумаа.